# حملة مغول الهند في آسيا الوسطى
```
حملة مغول الهند في آسيا الوسطى
[
1
]
 والمعروفة أيضًا باسم 
حملة بلخ
، كانت حملة عسكرية في الفترة من 1646 إلى 1647 قام بها الإمبراطور 
المغولي
 
شاه جهان
 ضد 
خانات بخارى الأوزبكية
 في 
آسيا الوسطى
. وقد تضمنت بشكل خاص قيام جيش هندي بعبور 
جبال هندوكوش
 في المعركة.
[
2
]
 كانت الحملة في حالة من الجمود من الناحية الفنية.
[
3
]
```

## خلفية

### الحضور الإيراني
كانت آسيا الوسطى قبل القرن الحادي عشر الميلادي موطنًا للشعوب الإيرانية الشرقية، مثل الصغديين، والبلخيين، والخوارزميين، والفرثيين، والسكيثيين، وغيرهم. ومن هذه المنطقة خرج العديد من العلماء الإيرانيين مثل ابن سينا (الذي وُلد في بخارى الواقعة اليوم في أوزباكستان)، والفارابي،. وكانت هذه المناطق جزءًا من الحضارة الفارسية الكبرى، وتتكلم لغات إيرانية وجزء من إيران الكبرى.

### الهجرات التركية الكبرى
الأتراك في الأصل كانوا شعوبًا رعوية تعيش في منغوليا وشمال الصين، ومع الوقت بدأوا بالتحرك غربًا عبر سهوب آسيا. في القرن السادس، ظهر أول كيان سياسي تركي كبير وهو خاقانية الأتراك. وبعد انهيارها، توالت موجات من القبائل التركية نحو آسيا الوسطى، أهمها: القارلوق والغُز (التي تفرّع منهم السلاجقة والعثمانيون) والقبجاق والقره خانات؛ بينما لم تهاجر شعوب تركية أخرى بعيدًا عن موطنها مثل الإيغور.

### التتريك الثقافي
مع سيطرة الدول التركية المسلمة مثل القره خانات ثم خوارزمشاه والسلاجقة، بدأ الانتقال من اللغات الإيرانية إلى التركية تدريجيًا. في مدن مثل سمرقند وبخارى، ظلت الفارسية لغة النخبة والثقافة، لكن في الريف وبين العامة انتشرت التركية. وسيكون هذا هو الطابع العام للحضارات الإسلامية غير العربية، حيث ستكون اللغة الفارسية لغة العلم والدين، وستكون معظم كتب التاريخ والعلوم بالفارسية، وهذا حدث حتى في أقاصي العالم الإسلامي مثل تتارستان.

### الغزو المغولي
بعد غزو جنكيز خان، تسببت التحولات السكانية والهجرات الواسعة في تغيير التركيبة السكانية. معظم القبائل المغولية التي استقرت هناك تم تتريكها بمرور الوقت (لأن الأتراك كانوا أكثر عددًا). نشأت دول مثل خانية جغطاي التي كانت تركية-مغولية. وسيبدأ خروج دول تركية لاحقًا في المنطقة مثل الدولة التيمورية والتركمانية ثم الدولة الشيبانية (الأوزبك). وبعد انقسام المغول اعتنق حكام المغول في آسيا الوسطى (خانية بخارى) وفي الهند (سلطنة مغول الهند) الإسلام. 

### العلاقات الأوزبكية والمغولية الهندية
كانت العلاقات بين الأوزبك في آسيا الوسطى ومغول الهند في الهند في أوائل القرن السابع عشر سلمية نسبيًا، ولم يكن لدى حاكم بخارى الجاني الإمام قلي خان [الإنجليزية] أي نية لتعريض العلاقة للخطر، حتى أن الإمام قلي عرض التحالف مع المغول أثناء حربهم مع الصفويين [الإنجليزية]. وعلى الرغم من محاولة شقيق الإمام قلي الطموح نذر محمد الاستيلاء على كابول في عام 1627، إلا أن الأوزبك ما زالوا يسعون إلى الحفاظ على علاقات مستقرة مع مغول الهند. كما أرسل محمد لاحقًا اعتذارًا عن غزو كابول في عام 1633 والذي قبله شاه جهان.
في أوائل أربعينيات القرن السابع عشر، أُصيب الإمام قلي خان بمرض التهاب العين، مما أدى إلى فقدانه لنظره. استغل نذير محمد هذه الفرصة وتولى زمام الأمور، على عكس ما أراد شقيقه. تُوفي نذير محمد في المدينة المنورة أثناء الحج في عام 1644 م. كان نذير محمد غير محبوب على نطاق واسع في إقليمه، نتيجة لإدارته الصارمة والضرائب العالية. أثناء الحملة لغزو خوارزم، اختلف أتاليق [الإنجليزية] الابن الثالث لمحمد معه وقام بثورة في طشقند. أرسل محمد ابنه عبد العزيز لقمع الثورة، لكنه خانه وانضم إلى المتمردين واغتصب العرش. ولم يتبق لنذير محمد إلا أراضي بلخ وبدخشان. كان شاه جهان سعيدًا بهذه النتيجة، لأنه كان معجبًا معروفًا ببلاد ما وراء النهر، وهي جزء من أراضي بخارى. كانت سمرقند إحدى عواصم التيموريين، وكان مغول الهنود في بعض الأحيان يحلمون بالاستيلاء على المدينة التي فاز بها بابور ثلاث مرات وخسرها. وهذا ما دفع شاه جهان إلى إطلاق حملة عسكرية. كان ذلك لأن سلالة المغول وجدت أصلها في بلاد ما وراء النهر، حيث كتب المؤرخ عبد الحميد لاهوري في كتابه بادشا نامه، وهو تاريخ لعهد شاه جهان، أن "قلب الإمبراطور كان معقودًا على غزو بلخ وبدخشان، وهما منطقتان وراثيتان لعائلته، وكانتا مفتاح الاستيلاء على سمرقند، موطن وعاصمة جده الأكبر تيمور صاحب قيران ساني". لذلك، عندما سمع بعزل نذير محمد، فهم ذلك كفرصة لاستعادة بلاد ما وراء النهر.

## الحملة
أرسل شاه جهان أولاً مجموعة من الضباط، بما في ذلك أصالات خان [الإنجليزية] والقائد الفارسي علي مردان خان، لاستطلاع المنطقة. أدت الاستطلاعات الأولى في حزيران 1645 إلى قيام ثانيدار غوربند، خليل بك، بالاستيلاء على كهمرد [الإنجليزية] كقوة دفاعية غادرت للدفاع عن بالاحصار من عبد العزيز. ولكنه سرعان ما تخلى عنها وغادر إلى الضحاك، مما أدى إلى إرسال نذير محمد لقادته عبد الرحمن وطردى علي قطغان لاستعادة الحصن الضعيف. ومع ذلك، واصل الإمبرياليون تقدمهم نحو بدخشان. اعتبر بيك أن الطرق المؤدية إلى بدخشان ضيقة للغاية بالنسبة للجيش، وأشار إلى أنهم يفتقرون إلى المؤن وسوف يواجهون صعوبات في الشتاء الوشيك. ولذلك عادوا إلى كابول بعد نهب بعض بلدات المنطقة. وفي وقت لاحق من شهر تشرين الأول، أُرسل جندي راجبوتي اسمه راجا جاغات سينغ [الإنجليزية]، في مهمة الاستطلاع الثانية للاستيلاء على خوست وبناء التحصينات. اختار بناء واحدة بين أنداراب [الإنجليزية] وسراب [الإنجليزية] والتي حاول القائد نذير محمد كافش قمق الاستيلاء عليها، لكن جيشًا يبلغ عدده 900 رجل دافع عنها بشجاعة حتى تراجع الأوزبك وجاءت التعزيزات، مع عودة جاغات سينغ إلى كابول في 4 تشرين الثاني. وفي هذه الأثناء، كان حكم نذير محمد في حالة من الفوضى. وقد انكشف فساد قائده والديوان بيك [الإنجليزية] طاردي علي، الأمر الذي زاد من كراهية قومه لمحمد. احتجز عبد العزيز محمدًا ولم يسمح له إلا بإدارة بلخ. خوفًا على سلامته، كتب محمد رسالة إلى شاه جهان يدعو فيها إلى المساعدة العسكرية، والتي وصلت إلى الإمبراطور في أواخر كانون الثاني 1646 م.
وبعد استلام الرسالة، بدأ شاه جهان في حشد القوات للحملة. ثم ذهب شاه جهان إلى كابول للإشراف على الحملة التي قادها ابنه الأصغر مراد بخش. يتألف الجيش من 60 ألف وحدة، وحوالي 2208 ضابطًا، وانطلق في أواخر أيار 1646 م. انقسم الجيش إلى قسمين، أحدهما بقيادة مراد والآخر بقيادة علي مردان. اجتمع الجيشان مؤقتًا في شاريكار لإزالة الثلوج، لكن سرعان ما انقسما مرة أخرى. أُمر كيليش خان [الإنجليزية] بالاستيلاء على غور وكاهمارد. على الرغم من أنه استولى مع خليل بك على كامارد دون الكثير من المتاعب، إلا أن سكان غور قاتلوا بشجاعة كبيرة وأنقذ المغول حياة حاكم غور عند استسلامها. وبعد ذلك، استسلمت بدخشان للمغول. بعد أن استولى أصال خان على قندوز ، طلب شاه جهان من مراد أن يخبر نذير محمد أن أراضيه في بلخ سوف تبقى له إذا تصرف بخضوع. ولكن محمد فكر في الرسالة بسخرية وهرب إلى بلاد فارس، مما أثار غضب مراد؛ مما أدى إلى تعقبه لمحمد في بلاد فارس ولكن هذا لم يجدي نفعًا. في الثاني من تموز، أُخضعَت بلخ دون استخدام قدر كبير من القوة، وخضعت خزانة محمد التي تبلغ 70 مليون روبية لسيطرة مغول الهند، على الرغم من أنهم تمكنوا من الاحتفاظ بـ 12 مليون روبية فقط لأن السكان المحليين نهبوا معظمها. عندما سمع شاه جهان الأخبار عن بلخ، شعر بفرحة غامرة وأعلن عن عطلة لمدة 8 أيام للاحتفال. وكتب إلى الشاه الفارسي عباس الثاني أنه يخطط للاستيلاء على سمرقند وبخارى بعد ذلك.
وبعد احتلال بلخ السهل نسبيًا، كتب مراد إلى شاه جهان في منتصف الاحتفالات. صرح مراد أنه سئم من هذا المكان، وطالب بالعودة إلى الهند. علاوة على ذلك، بدأ الجنود الساخطون يفقدون الانضباط وبدأوا في نهب المدينة. فأجاب شاه جهان بغضب أن مراد سوف يصبح نائباً لملك بلاد ما وراء النهر بعد استسلام سمرقند وبخارى، وأن مراد سوف يُستبدل ويُهان إذا قرر ترك منصبه. ولكن هذا لم يهدئ مراد، فعاد إلى الهند، تاركًا ضباطه خلفه ليحكموا المكان. غضب شاه جهان وتنازل عن لقب مراد "المنساب". ثم أرسل شاه جهان وزيره الموثوق سعد الله خان لحكم المدن المحلية وإدخال العملة القياسية في بلخ، والتي كان من المقرر أن يسيطر عليها بهادر خان [الإنجليزية] وأصالات خان. عاد سعد الله خان إلى كابول في 6 أيلول.  أدى عدم وجود قائد أعلى إلى تعرض الاحتلال المغولي في بلخ وبدخشان لهجمات أوزبكية متكررة، والانخراط في العديد من الصراعات غير المهمة مع القبائل الأوزبكية والمغيرين، الأمر الذي أدى فقط إلى زيادة غضب الجنود. وأوضح عبد العزيز أنه كان ينوي الاستفادة من صراعات المغول.
ردًا على ذلك، أعاد شاه جهان تعيين ابنه أورنجزيب، حاكم ولاية جوجارات آنذاك، لقيادة الحملة في آسيا الوسطى واستعادة النظام بجيش يبلغ عدده حوالي 25000 رجل غادروا كابول في نيسان 1647 م. وعلى الرغم من صغر حجم جيشه مقارنة بجيش مراد، فقد أجبر أورنجزيب الأوزبك على الفرار إلى وادٍ يُدعى ديرة جارز، ثم هزمهم لاحقًا بالقرب من بلخ، ثم تقدم إلى المدينة بسهولة نسبية. وصلوا إلى المدينة في 25 أيار وترك أورنجزيب راجبوت مادو سينغ هادا في قيادة المدينة. ومع ذلك، بعد سماع هذه المعلومات، جمع عبد العزيز قوة كبيرة تبلغ حوالي 120 ألف رجل لإحباط المغول، وكان يقود هذه القوات قتلوق محمد وبيج أوغلي. وبعد ثلاثة أيام في بلخ، انطلق أورنجزيب لمواجهة الأوزبك في آقجا [الإنجليزية]. وقد التقيا في الأول من حزيران، لكن أورنجزيب هزمهما واستعد للتراجع بعد نهب معسكر بيج أوغلي في الخامس من حزيران. ومع ذلك، فقد قوبلوا بالقوة الكاملة للجيش الأوزبكي في 7 حزيران، لكنهم تمكنوا من هزيمة الأوزبك غير المنظمين والعودة إلى بلخ في الحادي عشر. ومع ذلك، كانت هناك العديد من الصعوبات التي واجهها المغول في بلخ. لم يكن السكان المحليون يحبون المغول، وكانت الضروريات الأساسية نادرة. كان شاه جهان يعلم أنه من المستحيل الحفاظ على هذه المقاطعات. أراد كلا الجانبين صنع السلام، ونقل عن عبد العزيز قوله "إن القتال مع مثل هذا الرجل [أورنكزيب] هو بمثابة جلب الخراب". أراد شاه جهان التنازل عن بلخ لنذير محمد على أساس أنه أظهر التواضع. لكن محمدًا قبل بلخ ولكنه لم يظهر الاستسلام، بحجة المرض. في الواقع، كان شخصًا مغرورًا وكان يعلم أنهم سيقبلون على أي حال، نظرًا لفصل الشتاء الوشيك، وهو ما ثبت أنه صحيح. وكان الهنود مترددين في مواجهة شتاء بخارى.  كان أورنجزيب يائسًا في مغادرة بلخ، فوافق على عجل وغادر في 3 تشرين الأول 1647. عاد آخر جيش المغول إلى كابول في 10 تشرين الثاني، إيذانًا بنهاية الحملة.

## العواقب
لقد أنفق شاه جهان 40 مليون روبية (40 مليون دولار) على الحملة، لكنه لم يكسب سوى 22.5 مليون روبية (22.5 مليون دولار) من زراعة الأراضي الجافة نسبيًّا في بلخ وبدخشان. كما خسر المغول أيضًا 10000 حياة، منهم 5000 ماتوا أثناء عبورهم الممرات الغادرة. أدى هذا الفشل في غزو بلاد ما وراء النهر إلى ثني المغول عن أي محاولات مستقبلية، مما جعل رغبة شاه جهان في استعادة الأراضي الأجدادية غير محققة. سيطر نذير محمد على بلخ بشكل غير مستقر حتى وفاته في عام 1651، وخلفه ابنه سبحان قولي خان. اعتبر شاه عباس الثاني شاه الصفويين أن فشل المغول في تأمين بلخ وبدخشان كان بمثابة ضعف أدى إلى الحرب مع الصفويين.

## قراءة إضافية
Lahori، Abdul Hamid (1630). Badshahnamah Persian Volume 1 [پادشاه‌نامه] (بالفارسية).